# Jang So-hee
Jang So-hee född den 15 mars 1978 i Seoul, Sydkorea, är en sydkoreansk handbollsspelare.
Hon tog OS-silver i damernas turnering i samband med de olympiska handbollstävlingarna 2004 i Aten.